# オーヴァーサイト (競走馬)
オーヴァーサイト（Oversight、1906年生）は、フランスで生産および調教されたサラブレッドの競走馬、のち種牡馬。1908年から1910年にかけてフランス国内で走り、1908年のサラマンドル賞・1909年のリュパン賞・1910年のフランス共和国大統領賞などに優勝した。

## 生涯

### デビュー前
アメリカ合衆国の実業家ウィリアム・キッサム・ヴァンダービルトが、フランス・カルヴァドス県ヴォーヴィルのケスネー牧場で生産した。イギリス三冠馬アイシングラスの産駒ファーストサイト (First Sight) を母とする。父は1895年のケンタッキーダービー優勝馬ハルマ。
そのままヴァンダービルトの所有馬となり、彼の専属調教師だったウィリアム・B・デュークのもとへ入厩した。

### 2歳（1908年）
デビュー戦は1908年7月12日にメゾンラフィット競馬場で行われた Prix Le-Sagittaire（芝800メートル）で、ジョージ・ベルハウスを背に発馬からハナをきるとそのまま2着馬に2馬身差をつけて勝利した。続く2勝目を10月5日の Prix des Brisées（サントゥアン競馬場・芝1500メートル）で挙げた。10月15日のサラマンドル賞（ロンシャン競馬場・芝1400メートル）では 7/10（1.7倍）の支持に応え、ヴェルダン (Verdun)の猛追を1馬身凌いで優勝した。2歳時の獲得賞金は34,285フランス・フランだった。

### 3歳（1909年）
1909年のオーヴァーサイトは、初戦 Prix Delâtre（3月19日、メゾンラフィット競馬場・芝2000メートル）と次戦の Prix Lagrange（4月2日、メゾンラフィット競馬場・芝2000メートル）に快勝。前年から4連勝でクラシック競走第一戦、5月16日のプール・デッセ・デ・プーラン（フランス2000ギニー、ロンシャン競馬場・芝1600メートル）に出走した。レースは先手を取ったオーヴァーサイトとヴェルダンに対してコーナーで一時メアリ (Méhari)が先頭を奪うも直線で3頭が横並びになり、そこから抜け出したヴェルダンが優勝、追い込んできたイタルス (Italus)がクビ差の2着に入り、オーヴァーサイトはさらに2馬身半差の3着に敗れた。
続いて5月20日のダリュー賞（ロンシャン競馬場・芝2100メートル）、5月23日の第27回ラロシェト賞3歳牡馬の部（ロンシャン競馬場・芝2200メートル）、5月30日のリュパン賞（ロンシャン競馬場・芝2100メートル）と3連勝して6月13日のクラシック競走第二戦・ジョッケクルブ賞（フランスダービー、シャンティイ競馬場・芝2400メートル）へ向かった。

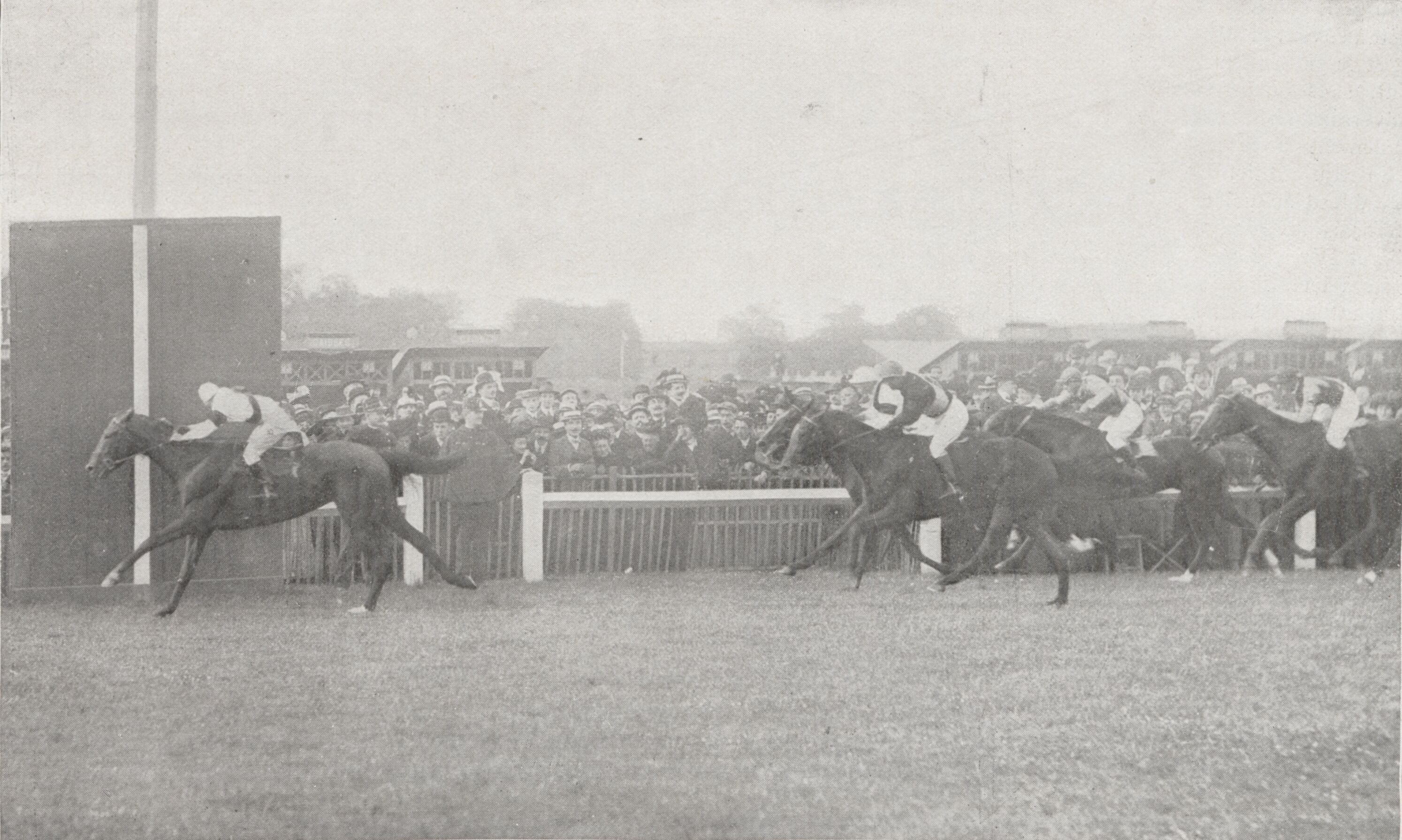
ジョッケクルブ賞の決勝線前。優勝馬ネゴフォル（オニール騎乗）、2着ウニオン（手前側、ステルン騎乗）、3着オーヴァーサイト（奥側、ベルハウス騎乗）、4着ヴェルダン（バラ騎乗）、5着アレクシ（チャイルズ騎乗）。

ジョッケクルブ賞でのオーヴァーサイトは大本命と考えられており、オッズは同馬主・同厩のネゴフォル (Negofol)とのカップリング馬券で 13/4（4.25倍）の一番人気となった。スタートするとオーヴァーサイトは逃げるフィスデュヴァン (Fils du Vent)を番手で追走、直線で交わして先頭を奪うもネゴフォルとウニオン (Union)に差されて3着に敗れた。
その後は中1週でロンシャン競馬場の芝3000メートルで行われる国際競走・パリ大賞（6月27日）に出走した。逃げるウィリアムザフォース (William the Fourth)を先団で伺う形でレースを進めたが、直線で脚が伸びずヴェルダンの8着に惨敗した。
秋はロワイヤルオーク賞やコンセイユミュニシパル賞に登録していたが出走することはなくこの年を終えた。3歳時の獲得賞金は304,725フランで、プール・デッセ・デ・プーランとパリ大賞の二冠を達成して667,825フランを稼いだヴェルダンにこそ大差をつけられたものの、この年の獲得賞金ランキングで2位となった。

### 4歳（1910年）
1910年は3月18日の Prix de Saint-Pair-du-Mont（アンギャン競馬場・芝2100メートル）から始動。騎手はフランク・オニールに乗り替わりとなったが、2着馬ロンドドニュイ (Ronde de Nuit)に短首差をつけて勝利した。
続く Prix Perplexe（3月30日、メゾンラフィット競馬場・芝1400メートル）とサブロン賞（4月3日、ロンシャン競馬場・芝2000メートル）で2戦続けて2着した後、ジョンシェール賞（4月17日、ロンシャン競馬場・芝1400メートル）、第52回ビアンナル賞4歳馬の部（5月1日、ロンシャン競馬場・芝3000メートル）、Prix de Martinvast（5月5日、ロンシャン競馬場・芝2000メートル）、ラフォルス賞（5月12日、ロンシャン競馬場・芝2200メートル）と4連勝を飾った。
その後は5月22日の Prix du Prince de Galles（ロンシャン競馬場・芝2400メートル）で5頭立ての4着に沈み、6月5日のエドヴィル賞（シャンティイ競馬場・芝2000メートル）では2頭立ての2着に敗れた。しかし6月9日の第27回ラロシェト賞4歳馬の部（シャンティイ競馬場・芝4400メートル）と6月25日の Prix de Seine-et-Marne（ロンシャン競馬場・芝2400メートル）に連勝し、7月3日にメゾンラフィット競馬場で行われるフランス共和国大統領賞（芝2500メートル）に出走した。
フランス共和国大統領賞でのオーヴァーサイトは、同馬主・同厩のシーシック (Sea Sick)とのカップリング馬券で 105/100（2.05倍）の一番人気に推された。レースでは先行したシーシックやオシアン (Ossian)らを先団で追走し、直線でこれらを交わすと追い込んできたマルサ (Marsa)をクビ差凌いで優勝した。これを最後に引退、種牡馬入りした。
4歳時の獲得賞金は250,400フランで、この年の獲得賞金ランキングでもパリ大賞優勝馬ヌアージュ (Nuage)に次ぐ2位だった。

### 引退後
引退後は種牡馬として供用されたが、失敗に終わった。

## 競走成績
- 当時はグループ制導入前のため格付け無し。
- 走路はすべて芝馬場。

| 競走日         | 競馬場           | 競走名                       | 距離・馬場状態    | 頭数 | 着順 | 勝ち時計  | 騎手         | 斤量 (kg) | 1着馬（2着馬）    | 出典   |
| -------------- | ---------------- | ---------------------------- | ----------------- | ---- | ---- | --------- | ------------ | --------- | ----------------- | ------ |
| 1908年7月12日  | メゾンラフィット | Prix Le-Sagittaire           | 800m (bon)        | 13   | 1着  | 48″+3⁄5   | G. Bellhouse | 56        | (Taupin)          | [ 3 ]  |
| 1908年7月26日  | メゾンラフィット | オムニウム・ド・ドゥゾン     | 1100m (bon)       | 10   | 3着  |           | J. Childs    | 56        | Fils du Vent      | [ 28 ] |
| 1908年8月11日  | ドーヴィル       | Prix de Deux Ans             | 1200m (bon)       | 6    | 着外 |           | C.-E. Hobbs  | 54        | Mèhari            | [ 29 ] |
| 1908年8月18日  | ドーヴィル       | Prix de la Touques           | 1000m (bon)       | 10   | 2着  |           | J. Childs    | 53        | Sea Queen         | [ 30 ] |
| 1908年10月5日  | サントゥアン     | Prix des Brisées             | 1500m (bon)       | 6    | 1着  | 1′36″+3⁄5 | J. Jennings  | 47        | (Clichy II)       | [ 4 ]  |
| 1908年10月15日 | ロンシャン       | サラマンドル賞               | 1400m (bon)       | 7    | 1着  | 1′28″+4⁄5 | G. Bellhouse | 54        | (Verdun)          | [ 5 ]  |
| 1909年3月19日  | メゾンラフィット | Prix Delâtre                 | 2000m (lourd)     | 8    | 1着  | 2′11″+2⁄5 | G. Bellhouse | 56        | (King's Love)     | [ 7 ]  |
| 1909年4月2日   | メゾンラフィット | Prix Lagrange                | 2000m (lourd)     | 6    | 1着  | 2′19″+2⁄3 | G. Bellhouse | 56        | (Verdun)          | [ 8 ]  |
| 1909年5月16日  | ロンシャン       | プール・デッセ・デ・プーラン | 1600m (bon)       | 7    | 3着  |           | G. Bellhouse | 58        | Verdun            | [ 9 ]  |
| 1909年5月20日  | ロンシャン       | ダリュー賞                   | 2100m (bon)       | 10   | 1着  | 2′20″     | G. Bellhouse | 58        | (Vieux Rouen)     | [ 10 ] |
| 1909年5月23日  | ロンシャン       | 第27回ラロシェト賞3歳牡馬    | 2200m (bon)       | 6    | 1着  | 2′19″+4⁄5 | G. Bellhouse | 58        | (Frère Luce)      | [ 11 ] |
| 1909年5月30日  | ロンシャン       | リュパン賞                   | 2100m (bon)       | 7    | 1着  | 2′16″     | G. Bellhouse | 58        | (Rebelle)         | [ 12 ] |
| 1909年6月13日  | シャンティイ     | ジョッケクルブ賞             | 2400m (bon)       | 19   | 3着  |           | G. Bellhouse | 58        | Negofol           | [ 14 ] |
| 1909年6月27日  | ロンシャン       | パリ大賞                     | 3000m (lourd)     | 11   | 8着  |           | G. Bellhouse | 58        | Verdun            | [ 15 ] |
| 1910年3月18日  | アンギャン       | Prix de Saint-Pair-du-Mont   | 2100m (lourd)     | 6    | 1着  |           | F. O'Neil    | 60        | (Ronde de Nuit)   | [ 17 ] |
| 1910年3月30日  | メゾンラフィット | Prix Perplexe                | 1400m (bon)       | 6    | 2着  |           | F. O'Neil    | 58+1⁄2    | Fils du Vent      | [ 31 ] |
| 1910年4月3日   | ロンシャン       | サブロン賞                   | 2000m (bon)       | 7    | 2着  |           | F. O'Neil    | 58        | Chulo             | [ 32 ] |
| 1910年4月17日  | ロンシャン       | ジョンシェール賞             | 1400m (bon)       | 5    | 1着  | 1′32″+2⁄5 | F. O'Neil    | 60        | (Sifflet)         | [ 18 ] |
| 1910年5月1日   | ロンシャン       | 第52回ビアンナル賞4歳馬      | 3000m (bon)       | 8    | 1着  | 3′15″+1⁄5 | F. O'Neil    | 60        | (Aveu)            | [ 19 ] |
| 1910年5月5日   | ロンシャン       | Prix de Martinvast           | 2000m (peu lourd) | 2    | 1着  | 2′15″+3⁄5 | F. O'Neil    | 65        | (Phocide)         | [ 20 ] |
| 1910年5月12日  | ロンシャン       | ラフォルス賞                 | 2200m (lourd)     | 3    | 1着  | 2′30″     | F. O'Neil    | 63        | (Chulo)           | [ 21 ] |
| 1910年5月22日  | ロンシャン       | Prix du Prince de Galles     | 2400m (bon)       | 5    | 4着  |           | F. O'Neil    | 64+1⁄2    | Moulins la Marche | [ 22 ] |
| 1910年6月5日   | シャンティイ     | エドヴィル賞                 | 2000m (bon)       | 2    | 2着  |           | F. O'Neil    | 63        | Radis Rose        | [ 23 ] |
| 1910年6月9日   | シャンティイ     | 第27回ラロシェト賞4歳馬      | 4400m (bon)       | 4    | 1着  | 5′01″+2⁄5 | F. O'Neil    | 58        | (Ronde de Nuit)   | [ 24 ] |
| 1910年6月25日  | ロンシャン       | Prix de Seine-et-Marne       | 2400m (lourd)     | 5    | 1着  | 2′47″     | F. O'Neil    | 61+1⁄2    | (Secours)         | [ 25 ] |
| 1910年7月3日   | メゾンラフィット | フランス共和国大統領賞       | 2500m (lourd)     | 10   | 1着  | 2′45″+3⁄5 | F. O'Neil    | 59        | (Marsa)           | [ 26 ] |